# Tobias Zech

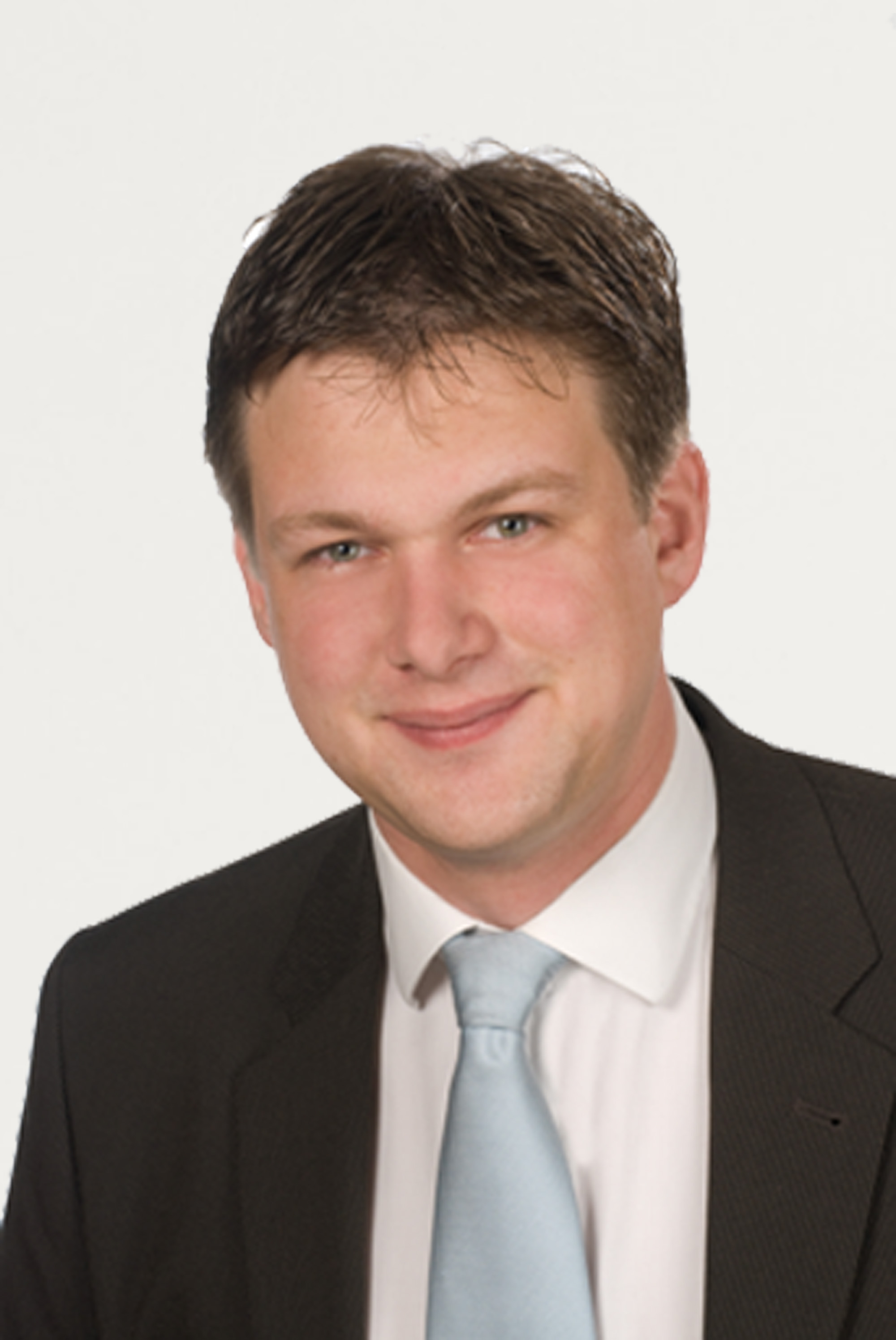
Tobias Zech, 2009

Tobias Josef Zech (* 9. Juli 1981 in Trostberg) ist ein deutscher Politiker (CSU). Von 2013 bis 2017 und von 2020 bis 2021 war er Mitglied des Deutschen Bundestages. Sein Bundestagsmandat und seine Parteiämter legte er nach Vorwürfen wegen der Beratung eines mazedonischen Politikers durch seine Firma am 19. März 2021 nieder.

## Leben und Beruf
Zech besuchte Schulen in Garching an der Alz und Mühldorf am Inn. Nach einer Ausbildung zum Kaufmann im Einzelhandel bei Edeka und dem Abschluss der Berufsoberschule in Altötting (Fachabitur 2002) war er von 2002 bis 2010 Soldat auf Zeit bei der Bundeswehr. Er diente bei den Pioniertruppe in einer Gebirgseinheit. 2009/2010 nahm er parallel am Zertifikatsstudiengang Human Centered Innovation teil und studierte von 2009 bis 2012 im Rahmen des Berufsförderungsdienstes der Bundeswehr Betriebswirtschaftslehre an der Hochschule für angewandte Wissenschaften München.
Ab 2010 arbeitete Zech bei EADS in München. Vor seinem ersten Einzug in den Bundestag war er kaufmännischer Projektleiter des Ludwig Bölkow Campus. Im April 2024 wurde er einstimmig zum Markt- und Stadtmarketingreferenten der Gemeinde Garching gewählt.
Er ist unter anderem Mitglied der Katholischen Arbeitnehmer-Bewegung, des Sozialverbandes VdK und der Arbeiterwohlfahrt.
Zech ist römisch-katholisch, verheiratet und hat zwei Kinder.

## Partei
2002 wurde Zech in den Gemeinderat von Garching an der Alz gewählt, in dem er von 2007 bis 2014 das Amt des Referenten für Tourismus und Stadtmarketing bekleidete und 2008 zum Fraktionsvorsitzenden der CSU ernannt wurde. 2009 wurde er zum Ortsvorsitzenden der CSU Garching sowie zum Kreisvorsitzenden der Jungen Union Altötting gewählt. Von 2011 bis zu seinem altersbedingten Ausscheiden im Juli 2017 war er Bezirksvorsitzender der Jungen Union Oberbayern.

## Abgeordneter, Kritik und Rücktritt
Zech zog bei der Bundestagswahl 2013 über die Landesliste der CSU in den Deutschen Bundestag ein. Dort war er Mitglied in den Ausschüssen für Arbeit und Soziales sowie für wirtschaftliche Zusammenarbeit und Entwicklung, stellvertretendes Mitglied im Parlamentarischen Beirat für nachhaltige Entwicklung.
Von 2014 bis 2018 war Zech Mitglied in der Parlamentarischen Versammlung des Europarates. Dort war er Vorsitzender im Unterausschuss für den Europapreis sowie Mitglied im Ausschuss für Politische Angelegenheiten und Demokratie, im Ausschuss für die Gleichstellung und Nichtdiskriminierung und im Unterausschuss für den Mittleren Osten und die Arabische Welt.
Gemeinsame Recherchen von WDR und Süddeutscher Zeitung belegen, dass Zech mehrere Jahre engen Kontakt mit dem in Deutschland stationierten Diplomaten mit „nachrichtendienstlichem Hintergrund“ Daniil Anatolyevich Bisslinger hatte und sich im Bundestag für russische Interessen einsetzte, z. B. das Beenden der deutschen Sanktionen wegen der völkerrechtswidrigen Besatzung der Krim.
Im Januar 2017 wurden seine Berichte – „Die Lage in Libanon und Herausforderungen für die regionale Stabilität und die Sicherheit Europas“ und die „Förderung der Inklusion der Roma und Fahrenden“ in der Parlamentarischen Versammlung des Europarates angenommen.
Bei der Bundestagswahl vom 24. September 2017 erreichte die CSU ein so schlechtes landesweites Ergebnis, dass neben den 46 erreichten Direktmandaten kein einziges zusätzliches Bundestagsmandat über die Landesliste (Zweitstimme) vergeben wurde. Zech hatte auf Platz 27 kandidiert, war jedoch der dritte Kandidat auf der Liste, der nicht gleichzeitig als Direktkandidat in einem Wahlkreis antrat, und hatte somit einen „aussichtsreichen“ Listenplatz. Nachdem Astrid Freudenstein am 15. Mai 2020 den Verzicht auf ihr Bundestagsmandat erklärte, da sie zur zweiten Bürgermeisterin von Regensburg gewählt worden war, rückte Zech am 25. Mai für sie nach. Im 19. Deutschen Bundestag war Zech ordentliches Mitglied im Ausschuss für Arbeit und Soziales, sowie im Ausschuss für Umwelt, Naturschutz und nukleare Sicherheit. Zudem gehörte er als stellvertretendes Mitglied dem Petitionsausschuss sowie dem Ausschuss für Tourismus an.
Am 19. März 2021 legte er sein Bundestagsmandat nieder, nachdem Vorwürfe laut wurden, er habe sein Amt mit bezahlten Beratertätigkeiten für die nationalkonservative Partei VMRO-DPMNE in Nordmazedonien und deren mittlerweile wegen Korruption zu einer Haftstrafe verurteilten, nach Ungarn geflohenen Vorsitzenden Nikola Gruevski verquickt. Die Beratertätigkeit war beim Bundestag ordnungsgemäß angezeigt. Für ihn rückte Bernd Fabritius in den Bundestag nach.

## Ehrenamt
- Oktober 2016 bis November 2019: Stellvertreter des Präsidenten des Reservistenverbandes[16]

## Auszeichnungen
- 2008: Ehrenkreuz der Bundeswehr in Bronze
- 2017: Ritterkreuz der Republik Ungarn[17]